# Strašnická
Strašnická – stacja linii A metra praskiego (odcinek SH – III.A), położona w dzielnicy Strašnice (stąd nazwa), w rejonie skrzyżowania Starostrašnická – V Olšinách.
Tunele łączące stację z sąsiednimi ukończono w 1985 roku, jako część odcinka linii prowadzącego do zajezdni Hostivař, sam przystanek otwarto w lipcu 1987 roku. Przez trzy kolejne lata, do czasu otwarcia stacji Skalka, pełniła funkcję końcowej.